# Bambecque
Bambecque (in olandese Bambeke) è un comune francese di 737 abitanti situato nel dipartimento del Nord nella regione dell'Alta Francia.

## Società

### Evoluzione demografica
Abitanti censiti